# Mielenlyömä
Mielenlyömä är en ö i Finland. Den ligger i sjön Vankavesi och i kommunen Ylöjärvi i den ekonomiska regionen Tammerfors och landskapet Birkaland, i den södra delen av landet, 190 km norr om huvudstaden Helsingfors. Öns area är 3,2 hektar och dess största längd är 220 meter i sydväst-nordöstlig riktning.